# 田巻久雄
田巻 久雄（たまき ひさお、1964年4月24日 - ）は、日本の漫画家。新潟県出身。新潟県立長岡工業高等学校卒業、東海大学中退。漫画家山本貴嗣に師事。TAMAKINIAという個人サークルにて同人活動も行っている。
「トランス・ヴィーナス」以降の作品はたまきひさお名義にて発表されている。

## 作品リスト

### 漫画

#### 連載
- BURAIDEN 武雷電 (1990年／マシンヘッド連載)
- スター・ウォーズ 新たなる希望 (1997年)
- 獣星記ギルステイン (2001 - 2002年／月刊サンデーGX連載)
- 機動戦士Ζガンダム 星を継ぐ者 (2005年／ガンダムエース連載)
- トランス・ヴィーナス (COMICリュウ連載) ※たまきひさお名義
- ダーティペアの大冒険 ※たまきひさお名義

#### 読み切り
- ウルトラマンダイナ 英知の彼方 (1998年、講談社、コミックボンボン新春増刊号掲載)
- 封神三国志（2005年／コミック三国志マガジン 白眉最良号（Vol.3）掲載
- 他

### イラスト
- トレーディングカードゲーム レイフィールド (やのまん)
- 他